# Bahnhof Murten/Morat

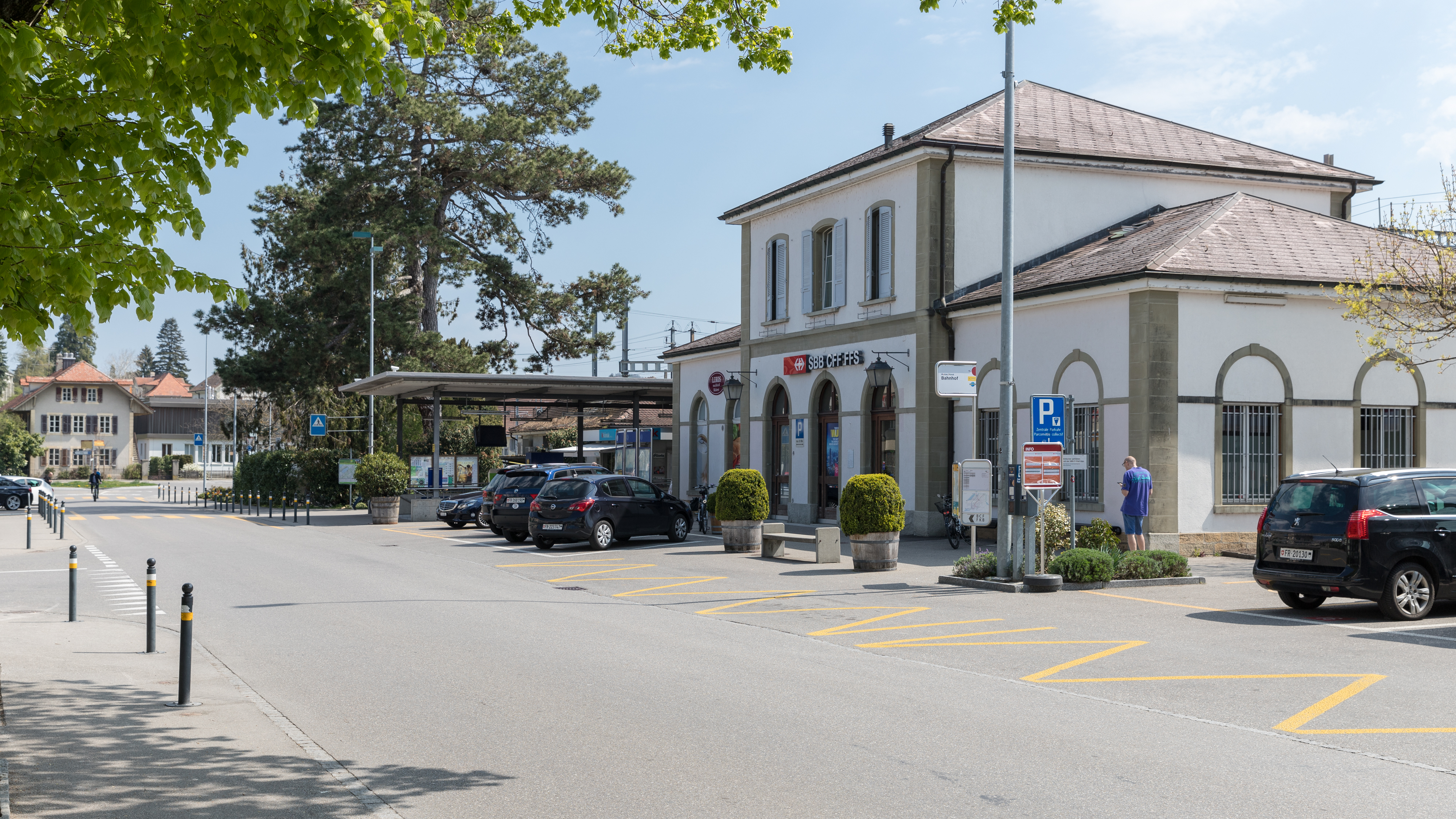
Empfangsgebäude und Bahnhofvorplatz (2019)

Der Bahnhof Murten/Morat ist ein Bahnhof in der Gemeinde Murten im Schweizer Kanton Freiburg. Der Abzweigbahnhof liegt an der Broyetallinie von Palézieux nach Kerzers sowie an der Bahnstrecke zwischen Fribourg und Ins. Das Empfangsgebäude befindet sich im Inventar der geschützten Kulturgüter des Kantons.

## Geschichte

### Planung und Bau
Am 23. Juli 1871 erteilte die Bundesversammlung die Konzession für die Broyetalbahn. Daraufhin wurde für den Bahnhof Murten der Berner Kantonsbaumeister Friedrich Salvisberg, der zuvor in Murten bereits die Villa Beaulieu und die See-Badeanstalt gebaut hatte, mit dem Entwurf eines Stationsgebäudes erster Klasse beauftragt. Dieser plante einen einfachen Baukubus mit leicht gegen Bahn und Strasse vorgezogenem Mittelrisalit und einer offenen Vorhalle in Richtung der Strasse. Nach einer Diskussion im Murtener Gemeinderat wurde stattdessen der Architekt Jules Lindenmeyer mit der Ausarbeitung eines neuen Entwurfs betraut. In seinen Plänen entsprach das Stationsgebäude nun eher dem klassischen Typus einer Zwischenstation und hatte im Vergleich zu Salvisbergs Entwurf längere und niedrigere Seitenflügel, wobei auch die offene Vorhalle wegfiel. Laut dem Historiker Werner Stutz wurden in den Ausführungsplänen im Gegensatz zum Ursprungsprojekt zudem einige Details des Stationsgebäudes, wie Ecklisenen, Fensterbänke und Gesimse, vereinfacht.
Der Bahnhof Murten war für die Eröffnung der Strecke zwischen Murten und Fräschels im Mai 1876 wohl weitgehend fertiggestellt. 1878 wurde auf der Nordseite des Bahnhofs ein kleiner englischer Garten angelegt.

### Umbauten und Renovationen
1896 wurde ein mechanisches Stellwerk der Bauform Bruchsal G in Betrieb genommen. 1949 wurde dieses durch Relaisstellwerke der Integra ersetzt.
Anlässlich der Landesausstellung Expo.02 wurde der Bahnhof Murten 2001 umfassend renoviert. Um das zusätzliche Passagieraufkommen bewältigen zu können, wurden die Perrons verlängert und erhöht. Gleichzeitig wurden die höhengleichen Zugänge zu den Perrons durch eine Unterführung und neue Rampen ersetzt. Zudem wurde mit mehreren baulichen Massnahmen die Zugänglichkeit für Blinde und Menschen mit Sehbehinderung erleichtert. Die Kosten für die Arbeiten betrugen insgesamt rund 4,3 Millionen Schweizer Franken. Davon wurden 800‘000 Franken durch die Gemeinde Murten und 500‘000 Franken durch den Kanton Freiburg finanziert. Für den übrigen Betrag kamen die Schweizerischen Bundesbahnen auf.
Im Frühling 2024 begann ein Umbau des Empfangsgebäudes. Dabei sollen Elemente des Ursprungszustandes des Bahnhofs wieder stärker zur Geltung gebracht werden. Nebst kleineren Sanierungsarbeiten an der Gebäudehülle und am Dach wird der Haupteingang wieder in die Mitte des Gebäudes zurückversetzt. Im Innern des Bahnhofs werden die alten Billettschalter entfernt und es entsteht wieder ein Wartesaal. Weiter wird die Ölheizung durch einen Anschluss an das Fernwärmenetz der industriellen Betriebe Murten ersetzt. Die Umbauarbeiten sollen bis im Herbst 2024 abgeschlossen sein und kosten voraussichtlich 1,2 Millionen Franken.

## Verkehr
Der Bahnhof wird von folgenden Linien der Netze RER Fribourg/Freiburg, RER Vaud und S-Bahn Bern von den Freiburgischen Verkehrsbetrieben (tpf), der BLS und den Schweizerischen Bundesbahnen (SBB) bedient:
- S 20 Romont – Fribourg/Freiburg – Courtepin – Murten/Morat – Ins – Neuchâtel (tpf)
- S 21 Romont – Fribourg/Freiburg – Courtepin – Murten/Morat – Ins (tpf)
- S 5 Bern – Kerzers (Flügelung) – Neuchâtel / Murten/Morat (– Payerne) (BLS)
- R 9 Allaman – Morges – Renens – Lausanne – Puidoux – Palézieux – Payerne – Avenches – Murten/Morat (SBB)

Über den Bahnhof verkehren mehrere Buslinien der Freiburgischen Verkehrsbetriebe und der Postauto AG.